# Dowiackie Nowiny
Dowiackie Nowiny – zniesiony przysiółek wsi Kalskie Nowiny w Polsce położona w województwie warmińsko-mazurskim, w powiecie węgorzewskim, w gminie Węgorzewo. Miejscowość zanikła, brak zabudowy.
Nazwa istniała do 2009 r.
W latach 1975–1998 miejscowość administracyjnie należała do województwa suwalskiego.